# テレダイン・テクノロジーズ
テレダイン・テクノロジーズ（英語：Teledyne Technologies Incorporated）は、アメリカの産業コングロマリット。1960年、アメリカ人電気技師ヘンリー・シングルトンと実業家であるジョージ・コズメツキー によってテレダイン（Teledyne Inc.）として設立された。

## 概要
1996年8月から1999年11月まで、旧テレダインと旧アレゲニー・ラドラム コーポレーションが合併したコングロマリットとなるアレゲニー・テレダイン インコーポレイテッド（Allegheny Teledyne Incorporated）の名称として存在した。1999年11月29日、テレダイン・テクノロジーズ、アレゲーニー・テクノロジーズ、 ウォーター・ピック・テクノロジーズの3社は、事業体として完全に独立した公開会社としてスピンオフされている。アレゲーニー・テクノロジーズは、コアビジネスとなる鉄鋼および放電加工を主とした製造企業となり、旧テレダインのいくつかの事業を保有している。
テレダインは、保険、歯科医療機器、特殊金属、航空宇宙用電子機器など、様々な分野で150社以上の会社を保有していたが、アレゲニーとの合併前に大半の事業が売却された。新生テレダイン・テクノロジーズは当初、テレダインの前身となる19社で構成されていたが、2011年までにテレダイン・テクノロジーズは100社近くを含むまでに成長している。

## 歴史
1960年6月、ノースロップ・グラマンに買収された防衛産業企業であったリットン・インダストリーズの幹部であったヘンリー・シングルトンとジョージ・コズメツキーが、カリフォルニア州ビバリーヒルズにインストルメント・システムズ社を設立する。なお、この会社にはアメリカで最も成功したベンチャーキャピタルリストの1人であるアーサー・ロックが45万ドル（約6千万円）出資している。彼らは、マイクロエレクトロニクスと制御システムの開発を中心に、主に既存企業の買収によって一大企業を築き上げることを基本方針として設立が行われている。
1960年10月に小さな電子機器製造工場であったアメルコ社の株式の過半数を買収することで企業買収が開始された。アメルコ社のほかにも2つの電子機器製造会社を買収しており、1960年末には、約400人の従業員と8万平方フィート（7,400m2）の床面積を持つ、技術開発と製造に特化した企業となっている。1961年5月にはテレダイン社の株式公開が行われた。初年度の年度売上高は4,491,000ドル、純利益は58,000ドルであった
。
1962年もテレダインの成長は続き、主に株式契約による企業買収が行われた。社内では航空宇宙システム事業の中心としてテレダイン・システムズが設立され、NASAや米国国防総省との政府間契約へと事業基盤を多角化させる。第2会計年度末には、テレダインの売上は230％上昇し、純利益は約570％増加している。
その後3年間で、最初の民生用製品を含む、マイクロ波およびパワーエレクトロニクス製品の新会社が買収された。テレダイン・コントローズが設立され、同社は油圧の分野に進出。また、キアナン光学の買収により光学分野にも参入し、アポロ宇宙船用の窓やミサイル用の赤外線光学ドームの製造を行っている。
1965年初頭には、米海軍から統合ヘリコプターアビオニクスシステム（Integrated Helicopter Avionics System, IHAS）の大型契約を受注し、軍事市場でテレダインの名を知らしめる大きな躍進を遂げている。また、この契約によって株価は15ドルから65ドルへと大きく跳ね上がっている。会計年度末までに、テレダインは34社を買収し、売上は8650万ドル、純利益は340万ドル、従業員数は約5,400名、資産は6650万ドルにまで達し、発行済株式数は800万株近くに達している。

## 主要セグメント

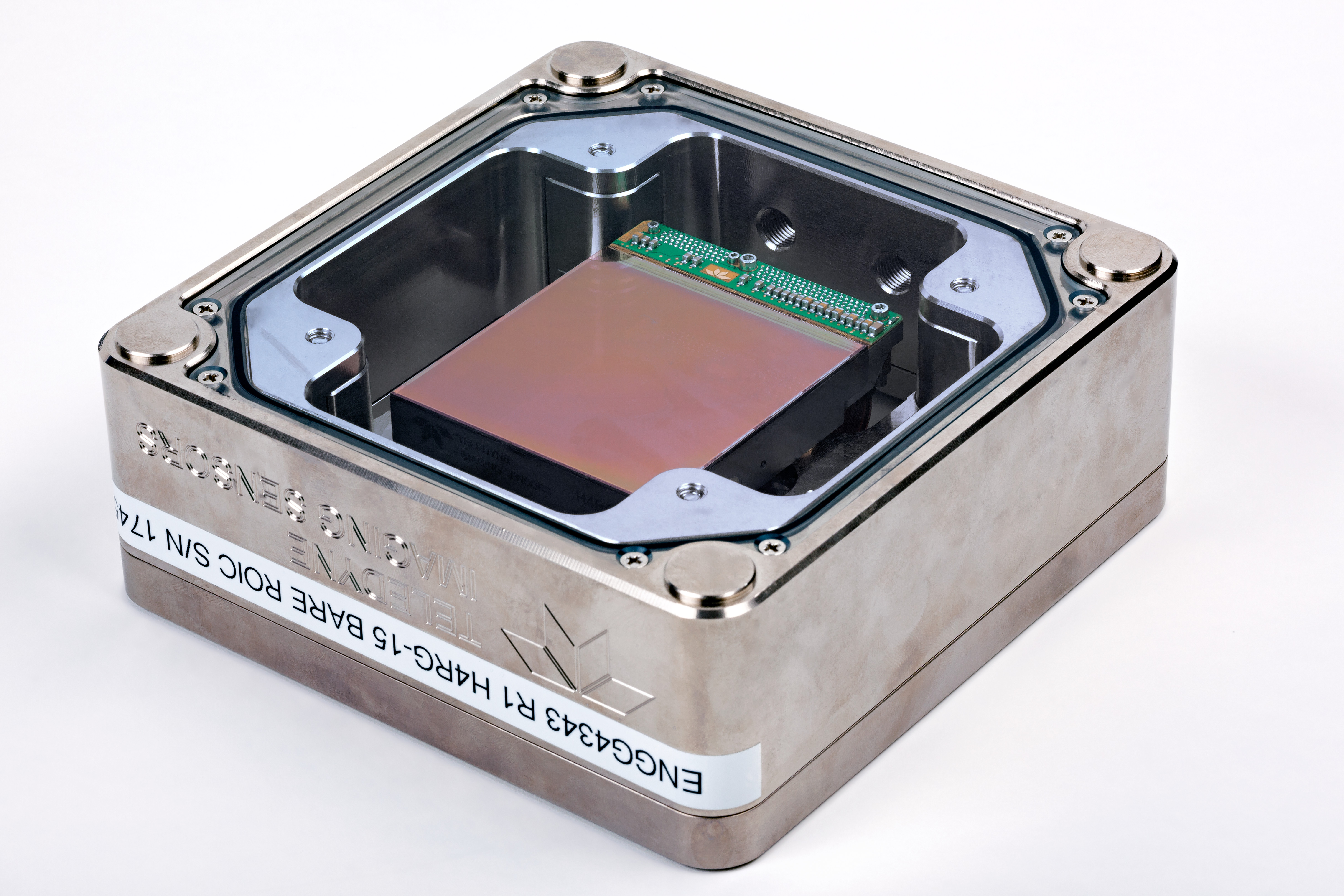
超大型望遠鏡VLTに使用されるテレダイン・サイエンティフィック＆イメージングによって製造された近赤外線検出装置

テレダイン・テクノロジーズは今日、電子光学、計装、工学システム、航空宇宙および防衛電子機器の4つの主要セグメントで構成されている。
電子光学産業
当部門は、様々な新技術を開発するための委託研究機関および研究所、ならびに政府機関向けのデジタルイメージング製品の開発および製造を行う。また、赤外線検出器、カメラ、オプトメカニカルアセンブリなどが含まれる。
計装事業
海洋・環境・科学・産業・防衛用途の監視・制御機器、および過酷な環境下での相互接続用製品の提供を行う。
工学システム
宇宙・軍事・環境・エネルギー・化学・生物・核システムおよびミサイル防衛の要件に対応したシステムエンジニアリングと統合、先端技術の応用、ソフトウェア開発、製造ソリューションを提供する。また、水素ガス発生装置、熱電式および燃料式電源、小型タービンエンジンの設計・製造も行う。
航空宇宙、防衛電子機器
防衛用電子機器、航空輸送・ビジネス航空機向けデータ収集・通信機器、無線・衛星通信用部品・サブシステム、一般航空用バッテリーなど、通信製品向けの複合電子部品・サブシステムの提供を行う。